# Sh2-2
Sh2-2 (également connue sous le nom de RCW 119) est une nébuleuse en émission visible dans la constellation du Scorpion.
Elle est identifiée dans la partie centre-sud de la constellation, à environ 2° à l'ouest de la brillante paire d'étoiles μ1-μ2 Scorpii, dans un tronçon de la Voie lactée très riche en champs d'étoiles, à proximité de l'amas ouvert NGC 6281. Elle est hors de portée des jumelles, mais se révèle sur des photographies prises avec de petits télescopes à grand champ de vision. La meilleure période pour son observation dans le ciel du soir se situe entre mai et septembre, surtout depuis les régions du sud.
C'est une grande région H II en forme de bulle située sur le bras du Sagittaire à une distance d'environ 1 700 pc (∼5 540 al). Il aurait pour origine le vent stellaire fort produit par la supergéante bleue HD 153919, de magnitude 6,54. Cette étoile est bien connue pour être une étoile binaire d'une puissance considérable. Elle montre un grand mouvement précisément dans la direction opposée à la région de Scorpius OB1 (notée Sco OB1), l'une des structures dominantes de ce tronçon du Bras du Sagittaire : il s'agit en fait d'une étoile fugitive, probablement expulsée de l'association il y a environ 2 millions d'années à la suite de l'onde de choc générée par l'explosion d'une supernova. La nébuleuse est essentiellement affectée par l'influence du vent stellaire de cette étoile supergéante, qui l'a façonnée de manière à lui faire prendre une forme sphérique et filamenteuse. Sh2-2 est donc un exemple de bulle de vent stellaire. Selon certains chercheurs, la nébuleuse est également ionisée par la géante bleue voisine HD 253426, de magnitude 7,48, visible juste au sud de la précédente. Cette étoile, selon une autre étude qui analyse l'origine des étoiles bleues massives placées dans des positions isolées, pourrait appartenir à un amas d'étoiles situé dans son voisinage situé à une distance d'environ 2 100 pc (∼6 850 al) du système solaire.